# 黃馬
黃馬（1863年—1928年），台灣布袋戲操偶藝師，出身自今雲林土庫馬公厝，是知名布袋戲藝師黃海岱的父親。入贅西螺埔心程家，妻為程氏。育有一女二男，當中最年長為女兒，長子名喚黃海岱，次子程晟跟隨母姓。
黃馬婚後拜泉州南管布袋戲「蘇總」為師，出師後承接師父之「錦春園」。曾入西螺知名曲館「錦城齋」學習北管，與振興社金鷹拳蔡秋風、勤習堂太祖拳廖懋昭為同門。